# الیمی بلرد
 الیمی بلرد (به انگلیسی: Alimi Ballard) (زاده ۱۷ اکتبر ۱۹۷۷) بازیگر آمریکایی است.
از فیلم‌های معروف او می‌توان به بازی در سریال فرشته تاریکی اشاره کرد.